# Oh Yun-kyo
Oh Yun-kyo (kor. 오연교, ur. 25 maja 1960 w Seosan, zm. 26 września 2000 w Seulu) – południowokoreański piłkarz występujący na pozycji bramkarza, następnie trener.

## Kariera klubowa
Oh karierę rozpoczynał w drużynie Hanyang University. W latach 1983–1987 był zawodnikiem Yukong Kokkiri. W Yukongiem wywalczył wicemistrzostwo Korei Południowej w 1984. 
Karierę zakończył w klubie Hyundai Horangi w 1990.

## Kariera reprezentacyjna
W reprezentacji Korei Południowej Oh zadebiutował w 1985 roku. W 1986 roku został powołany do kadry na Mistrzostwa Świata. Zagrał na nich we wszystkich trzech meczach z Argentyną, Bułgarią i Włochami. Korea Południowa odpadła z tamtego turnieju po fazie grupowej.
W latach 1985–1986 w drużynie narodowej Oh rozegrał w sumie 10 spotkań.